# Borgou
Borgou é um departamento do Benim. Sua capital é a cidade de Paracu. Concentra 12% da população do país.

## Comunas
- Bembéréké
- Kalalé
- Candi
- N'Dali
- Nikki
- Paracu
- Pèrèrè
- Sinendé
- Tchaourou

|  |

## Demografia
| 2002   | 2013    | Taxa de variação intercensitária |
| 724171 | 1214249 | 4,68%                            |